# The Damned Ship
The Damned Ship è il secondo album in studio degli Arthemis, uscito nel 2001 per l'etichetta discografica Underground Symphony.
Tutte le canzoni e le liriche sono state scritte da Andrea Martongelli.

## Tracce
1. Quest for immortality – 7:01
2. Voice of the God – 5:20
3. Sun's temple – 6:09
4. Starchild – 5:41
5. The wait (intrumental) – 1:05
6. The night of the vampire – 6:45
7. Earthquake (intrumental) – 4:20
8. Noble sword – 5:07
9. The Damned Ship – 5:42
10. Twilight (Bonus track nella versione Giapponese) – 4:46

## Formazione
- Alessio Garavello – voce
- Andrea Martongelli – chitarra
- Matteo Galbier – basso
- Alessio Turrini – batteria
- Matteo Ballottari – chitarra